# Distretto di Newry, Mourne e Down
Il distretto di Newry, Mourne e Down è uno dei distretti dell'Irlanda del Nord, nel Regno Unito. 
È stato creato nell'ambito della riforma amministrativa entrata in vigore nell'aprile del 2015 unendo i territori dei distretti di Newry e Mourne e Down.